# Aemilia testudo
Aemilia testudo là một loài bướm đêm thuộc phân họ Arctiinae, họ Erebidae.